# Jean Salleles
Jean Salleles est un homme politique français né le 8 février 1735 à Cahors (Lot) et décédé le 16 novembre 1807 au même lieu.
Homme de loi, maire de Cahors en 1790, il est député du Lot à la Convention. Siégeant avec les modérés, il vote pour la réclusion de Louis XVI. Il passe au Conseil des Anciens le 23 vendémiaire an IV, en sortant en l'an VII.

## Sources
- « Jean Salleles », dans Adolphe Robert et Gaston Cougny, Dictionnaire des parlementaires français, Edgar Bourloton, 1889-1891 [détail de l’édition]